# ヤブマオ
ヤブマオ（Boehmeria japonica、藪苧麻）は、イラクサ目イラクサ科の多年生植物である。カラムシと近縁で、和名はカラムシの別名であるマオに藪を冠したもの。かつてはカラムシと同様に茎の植物繊維から糸を紡いで布を織った。

## 分類
ヤブマオの仲間は単為生殖をするため多型であり、分類が難しい。本種をBoehmeria japonica の変種として、Boehmeria japonica (L.f.) Miq. var. longispica (Steud.) Yaharaとする場合もある。

## 特徴
北海道から九州まで分布し、山地から人里まで幅広い環境で生育する。茎は枝を分けずに直立し、高さ80-100cmになる。葉は、長さ10-15cmの鋸歯のある卵状長楕円形から卵円形で、先は尾状に尖り、下面には短毛が密生する。葉の鋸歯は、下から上へ向かってだんだん荒くなり、さらに大きくなる。雌雄同株であり、葉の脇から穂状花序を出し、茎の上方では雌花序を、下方では雄花序を出すが、雄花をつけない個体も多く見られる。雌花はかなり小さく、集まって丸い塊になり、果時にはほとんど隙間なく連続して花序につく。花期は、8-10月である。